# Loper (sleutel)

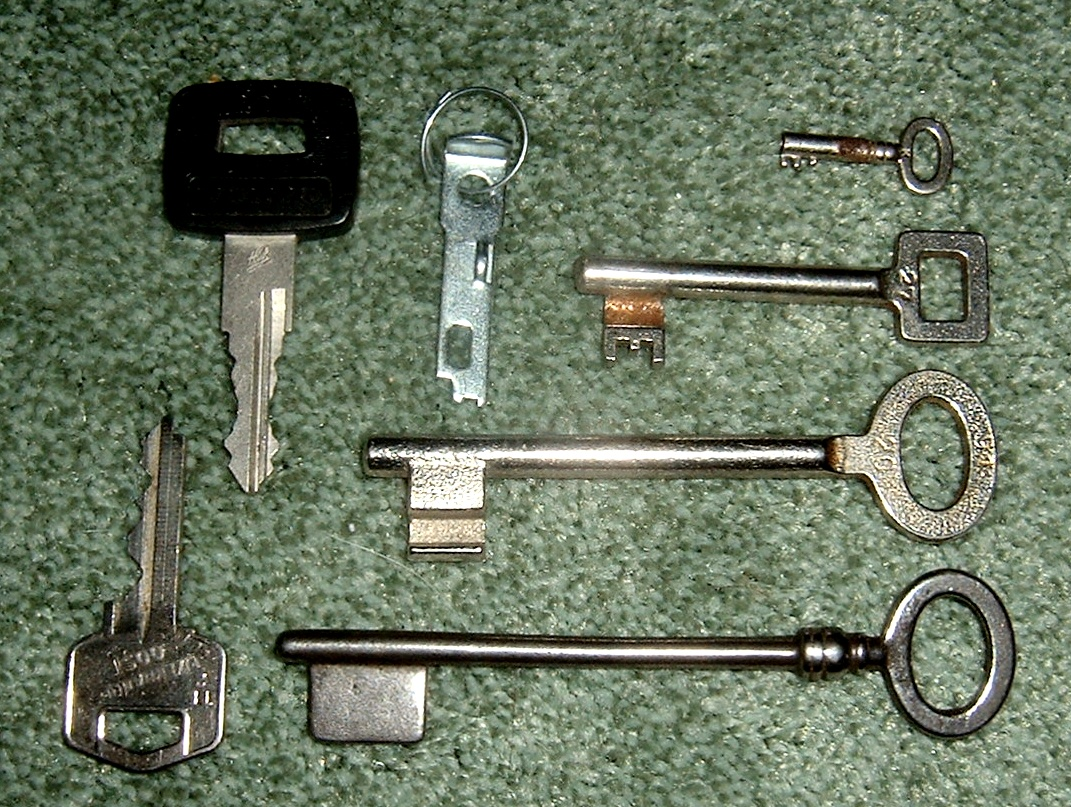
Diverse sleutels, met rechts onderaan een loper

Een loper is een sleutel die op meerdere sloten past. Er zijn twee soorten lopers te onderscheiden.
Veel sloten (onder andere cilindersloten) kunnen geschikt worden gemaakt voor meer dan een sleutel. Dergelijke sloten met seriesluiting worden bijvoorbeeld gebruikt in hotels. De gasten krijgen een sleutel die alleen past op de eigen deur en het hotelpersoneel gebruikt een sleutel (hoofdsleutel, of loper genaamd) die op alle deuren past. Het uiterlijk van deze sleutels is niet als loper herkenbaar. 
De sleutel rechtsonder in de afbeelding is eveneens een loper. De baard van dit soort sleutels heeft geen insnijdingen en is niet geprofileerd. Hij past op sommige eenvoudige sloten, en is zonder meer bij een sleutelsmid te koop. 